# Escort
|  | Ikke at forveksle med Escort (Prostitution) |
Escort er en dansk kortfilm fra 2013 instrueret af Jonas Grum efter eget manuskript. Filmen er produceret på  Den Danske Filmskole som årets afgangsfilm.

## Handling
Escort er historien om escortchaufføren Alex. Hans job er at fragte escortpiger fra kunde til kunde og beskytte dem. En aften sætter Lulu sig ind på Alexs bagsæde og sammen går de en skæbnesvanger nat i møde.